# اینستکس
ابزار حمایت از مبادلات تجاری (به انگلیسی: Instrument in Support of Trade Exchanges) با کوتاه نوشت اینستکس (INSTEX) با سرنام ساحات، یک ابزار ویژهٔ مالی است که در ژانویه ۲۰۱۹ توسط کشورهای فرانسه، آلمان و بریتانیا برای تسهیل تجارت غیر دلاری با ایران ایجاد شد. مَقر اینستکس در پاریس و ریاست آن بر عهدهٔ پر فیشرِ آلمانی، از مدیران پیشین کومرتس بانک بود. در تاریخ هفتم تیرماه ۱۳۹۸ با اعلام سید عباس عراقچی سازوکار مالی اینستکس عملیاتی و در اسفند ۱۴۰۱ تصمیم به تعطیلی آن گرفته‌شد.

## عملکرد
منظور از ایجاد این وسیله یا کانال جدید، «حفاظت از آزادی فعالان اقتصادی این کشورها جهت دنبال کردن مبادلات مشروع با ایران» عنوان شده‌بود که در صدر آن دریافت پول حاصل از صادرات نفت ایران به اروپا و خریدهای متعارف ایران از کشورهای اروپایی است. ابزار حمایت از مبادلات تجاری، شرکت‌های اروپایی را مقدور می‌سازد که با ایران به تجارت بپردازند؛ بدون این که در معرض خطر قانون تحریم آمریکا قرار گیرند. به منظور اجرایی کردن این موضوع در روز پنج‌شنبه ۳۱ ژانویه ۲۰۱۹، شرکتی با سرمایه ۳ هزار یورو در پاریس تأسیس و به ثبت رسید.
سازوکار ابزار ویژه مالی توسط تهاتر بین صادرکنندگان و واردکنندگان یک کشور واحد اروپایی بدون ارتباط مستقیم مالی با ایران انجام می‌شد.
در ۳۱ مارس ۲۰۲۰ دولت آلمان اعلام کرد که نخستین تراکنش خود را از طریق اینستکس برای رساندن کمک‌های پزشکی به بیماران بیماری کروناویروس ۲۰۱۹ انجام داده‌است.
۱۰ سهامدار اینستکس (بلژیک، آلمان، فنلاند، دانمارک، فرانسه، هلند، نروژ، اسپانیا، سوئد و انگلیس) در مارس ۲۰۲۳ به این جمع‌بندی رسیدند که بعد از امتناع ایران برای کار کردن با این سامانه، مبنایی برای حفظ آن وجود ندارد.

## نقدها
در ایران، مخالفان دولت معتقدند که این راهکار تحت هیچ شرایطی اجرایی نخواهد شد، چون اروپا حتی زمانی که آمریکا هنوز از برجام خارج نشده بود، در راه اجرای آن سنگ‌اندازی کرد. بعضی از آنها اینستکس را یک دام برای تهران می‌دانند و استدلال می‌کنند این بهانه‌ای برای «نفوذ به اطلاعات مالی و بانکی ایران» و اثرگذاری بر «سیاست‌گذاری‌های خارجی و داخلی» به ویژه برنامه‌های موشکی ایران است.
احمد زیدآبادی، در تلگرام خود نوشت: «درد جامعه گرفتار رشد فزاینده تورم، بیکاری و گرانی ناشی از بی‌کفایتی مدیران داخلی و تحریم‌های بی‌سابقه است، با سازوکار اروپایی چاره نمی‌شود، بلکه این کشور نیازمند تصمیم‌های استراتژیک است».
محمد اسلامی، وزیر راه و شهرسازی معتقد است که با این سازوکار، «امکان گسترده‌ای» برای ایران به وجود نیامده و تنها هدف این است که شرکت‌هایی که با ایران کار می‌کنند دچار آسیب نشوند.